# Liste der Biografien/Ful
Liste der Biografien |
Portal Biografien |
Personensuche
# |
A |
B |
C |
D |
E |
F |
G |
H |
I |
J |
K |
L |
M |
N |
O |
P |
Q |
R |
S |
T |
U |
V |
W |
X |
Y |
Z |
?
 
Fa |
Fe |
Ff |
Fh |
Fi |
Fj |
Fk |
Fl |
Fm |
Fn |
Fo |
Fr |
Ft |
Fu |
Fy
 
Fua |
Fub |
Fuc |
Fud |
Fue |
Fuf |
Fug |
Fuh |
Fui |
Fuj |
Fuk |
Ful |
Fum |
Fun |
Fuo |
Fuq |
Fur |
Fus |
Fut |
Fuw |
Fux |
Fuy |
Fuz
Die Liste der Biografien führt alle Personen auf, die in der deutschsprachigen Wikipedia einen Artikel haben. Dieses ist eine Teilliste mit 379 Einträgen von Personen, deren Namen mit den Buchstaben „Ful“ beginnt.

## Ful

### Fula
- Fulach, Agnes von, Schaffhauser Klostervorsteherin
- Fulach, Anastasia von, Äbtissin im Schweizer Kloster Paradies
- Fulach, Anna von († 1566), eidgenössische Äbtissin
- Fuladdjusch, Adrian (* 1987), deutscher Handballtrainer
- Fularczyk-Kozłowska, Magdalena (* 1986), polnische Ruderin

### Fulb
- Fulbert († 1142), Subdiakon am Dom Notre-Dame in Paris
- Fulbert von Cambrai, Bischof von Cambrai und Arras (933/934 bis 956)
- Fulbert von Chartres, Bischof in Chartres
- Fülberth, Georg (* 1939), deutscher Politikwissenschaftler
- Fülbier, Georg (* 1895), deutscher NS-Funktionär
- Fülbier, Rolf Uwe (* 1967), deutscher Ökonom und Hochschullehrer (Universität Bayreuth)
- Fulbrecht, Paul (1908–1992), deutscher Schriftsteller
- Fulbright, J. William (1905–1995), US-amerikanischer PolitikerJ. William Fulbright (1905–1995)

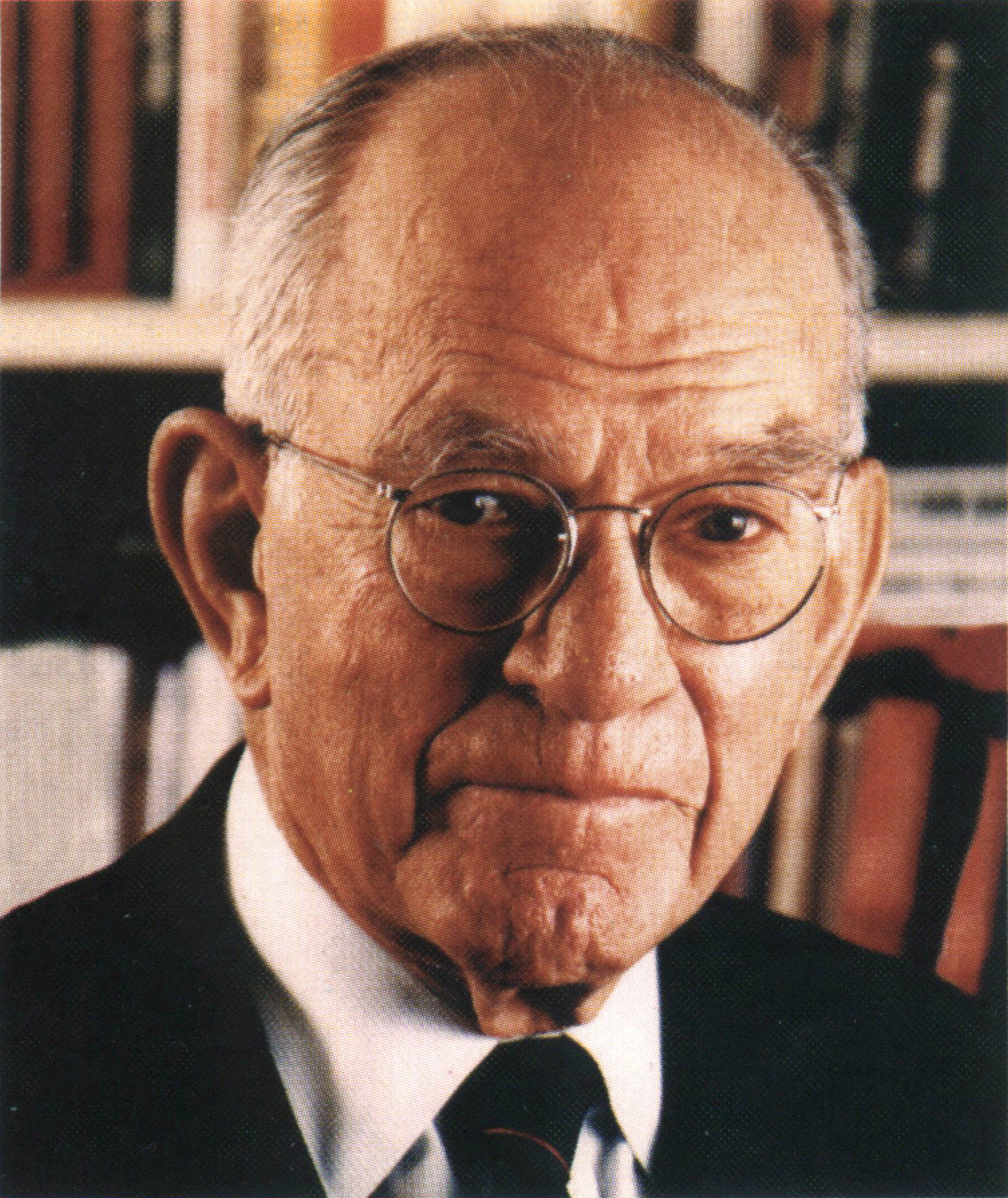
J. William Fulbright (1905–1995)

- Fulbright, James F. (1877–1948), US-amerikanischer Politiker
- Fulbrook, Mary (* 1951), britische Historikerin

### Fulc
- Fulcanelli, französischer Alchemist und esoterischer Schriftsteller
- Fulcher von Chartres (* 1059), Chronist des ersten Kreuzzuges
- Fulcher, George Avis (1922–1984), US-amerikanischer Geistlicher, römisch-katholischer Bischof von Lafayette in Indiana
- Fulcher, Jonni (* 1974), schottischer Poolbillard- und Snookerspieler
- Fulcher, Russ (* 1962), amerikanischer Politiker der Republikanischen Partei
- Fulcheri y Pietrasanta, Manuel (1874–1946), mexikanischer Geistlicher und Bischof von Zamora
- Fulchignoni, Enrico (1913–1988), italienischer Dokumentarfilmer und Drehbuchautor
- Fulchiron, Bérénice (* 2000), französische Leichtathletin
- Fulci, Lucio (1927–1996), italienischer Filmregisseur, Produzent, Drehbuchautor und SchauspielerLucio Fulci (1927–1996)

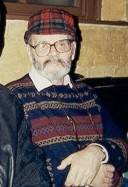
Lucio Fulci (1927–1996)

- Fulcinius Trio, Lucius († 35), römischer Senator
- Fulcinius Vergilius Marcellus, Publius, römischer Offizier (Kaiserzeit)
- Fülck, Johann David, deutscher Gärtner und Gartenarchitekt
- Fulco I. d’Este, italienischer Adliger
- Fulco, Bettina (* 1968), argentinische Tennisspielerin
- Fulco, Giorgio (1940–2000), italienischer Romanist und Italianist
- Fulco, Giovanni (1605–1680), italienischer Maler
- Fulcoald, fränkischer Adliger
- Fulcran von Lodève († 1006), Bischof von Lodève

### Fuld
- Fuld, Bracha (1927–1946), jüdische Kämpferin und Kommandantin des Palmach
- Fuld, Harry (1879–1932), deutscher Unternehmer in der Fernmeldeindustrie
- Fuld, James J. (1916–2008), amerikanischer Jurist und Musikwissenschaftler
- Fuld, Leo (1912–1997), niederländisch-amerikanischer Sänger populärer jiddischer Lieder
- Fuld, Ludwig (1859–1935), deutscher Jurist
- Fuld, Peter Harry (1921–1962), deutscher Mäzen
- Fuld, Richard S., Jr. (* 1946), US-amerikanischer Bankmanager und Vorsitzender der Investmentbank Lehman BrothersRichard S. Fuld, Jr. (* 1946)

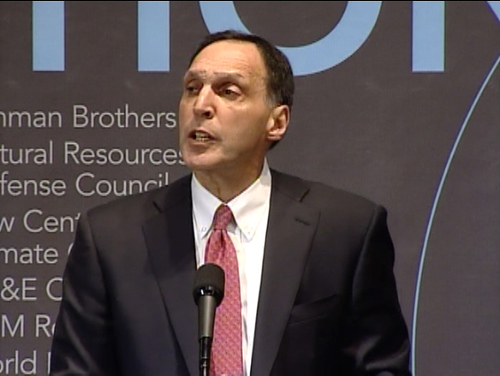
Richard S. Fuld, Jr. (* 1946)

- Fuld, Salomon (1825–1911), deutscher Jurist, Frankfurter Kommunalpolitiker
- Fuld, Werner (* 1947), deutscher Autor und Literaturkritiker
- Fulda, Andreas (1534–1596), deutscher Philologe und lutherischer Theologe
- Fulda, Andreas (* 1977), deutscher Politikwissenschaftler
- Fulda, Carl H. (1909–1975), deutschamerikanischer Rechtswissenschaftler
- Fulda, Daniel (* 1966), deutscher Germanist
- Fulda, Ernst (1885–1960), deutscher Bergbeamter
- Fulda, Friedrich Carl (1724–1788), evangelischer Theologe und Philologe
- Fulda, Friedrich Karl von (1774–1847), deutscher Staatswissenschaftler und Nationalökonom
- Fulda, Fürchtegott Christian (1768–1854), deutscher evangelischer Theologe und Pfarrer
- Fulda, Gerhard (1939–2024), deutscher Jurist, Publizist und ehemaliger Diplomat
- Fulda, Hans Friedrich (1930–2023), deutscher Philosoph und Hochschullehrer
- Fulda, Heinrich (1860–1943), deutscher sozialdemokratischer Politiker
- Fulda, Isaac (1868–1943), deutscher Bankier
- Fulda, Johann (1804–1880), Oberbergrat
- Fulda, Linde (* 1943), deutsche Schauspielerin
- Fulda, Ludwig (1862–1939), deutscher Bühnenautor und ÜbersetzerLudwig Fulda (1862–1939)

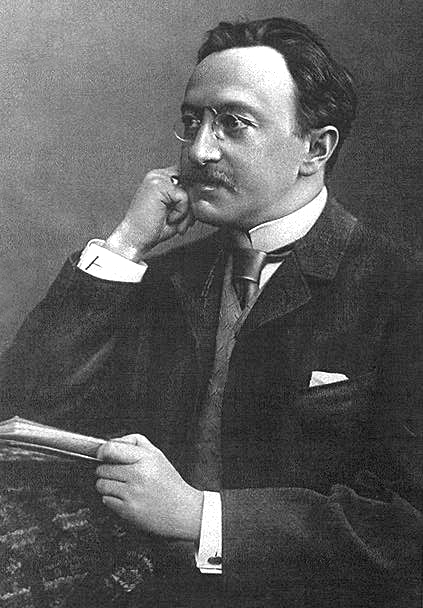
Ludwig Fulda (1862–1939)

- Fulda, Peter (* 1968), deutscher Jazzmusiker
- Fulda, Simone (* 1968), deutsche Kinderonkologin und Hochschullehrerin
- Fulde, Johann (1718–1796), deutscher Musiker und evangelischer Pastor
- Fulde, Peter (1936–2024), deutscher Physiker
- Fulde, Ulrike, deutsche Sängerin (Sopran)
- Fuldner, Christian (1811–1877), Rechtsanwalt und Landtagsabgeordneter Waldeck
- Fuldner, Friedrich (1860–1928), deutscher Schriftsteller und Jurist
- Fuldner, Horst Carlos (1910–1992), argentinisch-deutscher SS-Hauptsturmführer; NS-Agent in Argentinien; Schlüsselfigur der NS-Fluchthilfe
- Füldner, Moritz (1818–1873), deutscher Gymnasiallehrer, Entomologe und Botaniker
- Fuldner, Phil (* 1973), deutscher DJ, House-Produzent, -MusikerPhil Fuldner (* 1973)

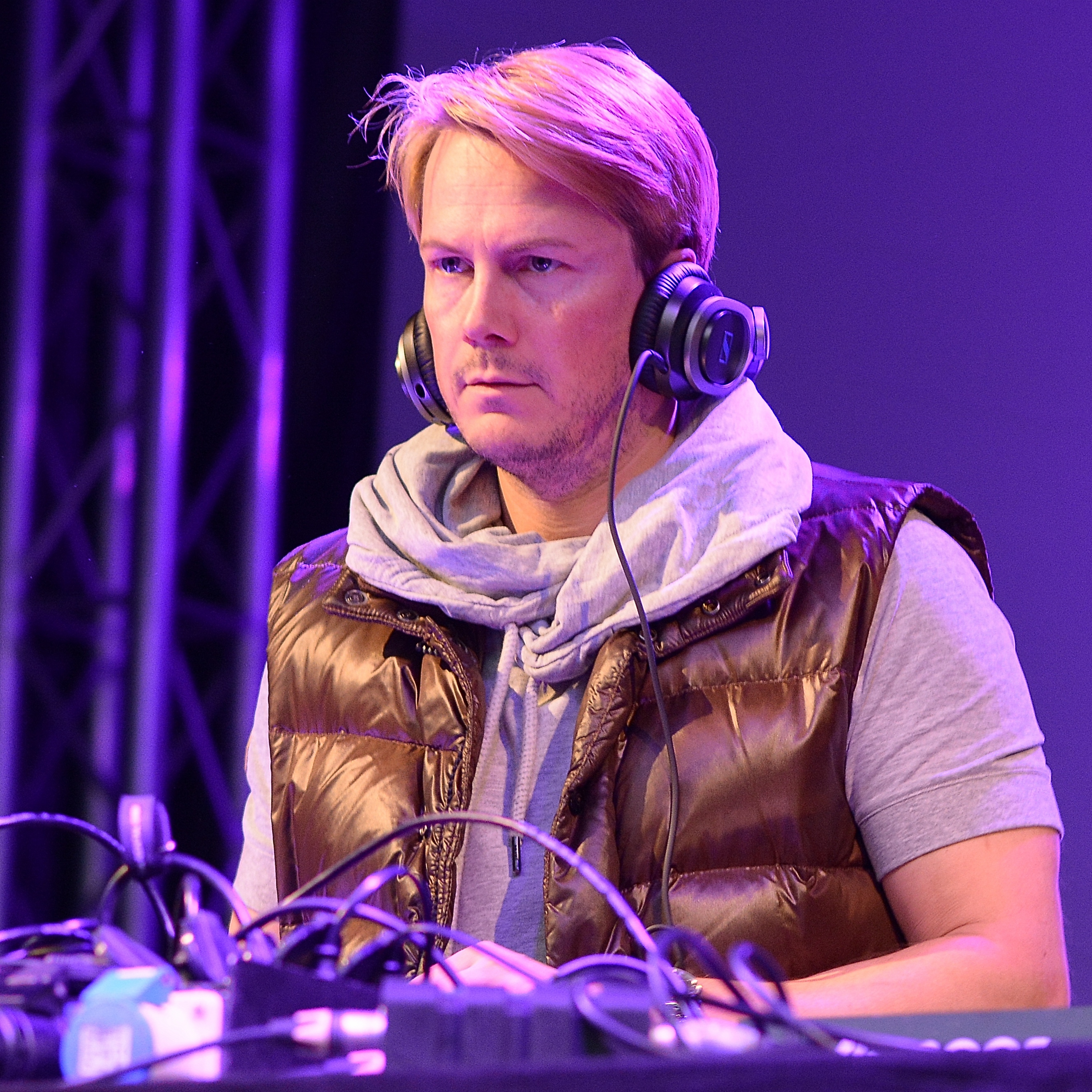
Phil Fuldner (* 1973)

### Fule
- Füle, Štefan (* 1962), tschechischer Diplomat und Politiker, Minister und Mitglied der Europäischen Kommission
- Fülei-Szántó, Endre (1924–1995), ungarischer Linguist und Universitätsprofessor
- Füleki, David (* 1985), deutscher Comiczeichner, Illustrator und Sachbuchautor
- Füleki, Judit (* 1989), ungarische Biathletin
- Fülep, Ferenc (1919–1986), ungarischer Archäologe und Museumsleiter
- Fülep, Lajos (1885–1970), ungarischer Kunsthistoriker
- Fülepp, Ingeborg (* 1952), kroatische Künstlerin, Hochschullehrerin, Kuratorin und Film-Schnittmeisterin

### Fulf
- Fülfe, Heinz (1920–1994), deutscher Zeichner, Puppenspieler und Bauchredner
- Fulford, Adrian (* 1953), britischer Jurist
- Fulford, Robert (1932–2024), kanadischer Journalist, Essayist, Kolumnist und Buchautor
- Fulford, Robert C., Lieutenant General des United States Marine Corps

### Fulg
- Fulga, Laurențiu (1916–1984), rumänischer Schriftsteller
- Fulgentius Ferrandus, nordafrikanischer Geistlicher
- Fulgentius von Ruspe († 533), spätantiker Bischof und Kirchenschriftsteller
- Fulgentius, Fabius Claudius Gordianus, spätantiker lateinischer Schriftsteller
- Fulger, Mircea (* 1959), rumänischer Boxer
- Fulgini, Angelo (* 1996), französisch-ivorischer Fußballspieler
- Fulgonio, Fulvio (1832–1904), italienischer Schriftsteller und Librettist
- Fulgosio, Raffaele (1367–1427), italienischer Jurist und Gelehrter
- Fülgraff, Barbara (1935–2008), deutsche Soziologin, Bildungswissenschaftlerin und Gerontologin
- Fülgraff, Georges (* 1933), deutscher Mediziner und Politiker

### Fulh
- Fulhame, Elizabeth, britische Chemikerin

### Fulk
- Fulk of Sandford, anglo-irischer Prälat, Erzbischof von Dublin
- Fulk von Bouillon, armenischer Adliger
- Fulk, Drew (* 1987), US-amerikanischer Musikproduzent und Songwriter
- Fulke, Pierre (* 1971), schwedischer Berufsgolfer
- Fulkerson, Abram (1834–1902), US-amerikanischer Politiker
- Fulkerson, Delbert Ray (1924–1976), US-amerikanischer Mathematiker
- Fulkerson, Frank B. (1866–1936), US-amerikanischer Politiker
- Fulko († 1087), Graf von Angoulême
- Fulko (1092–1143), König von Jerusalem, Graf von AnjouFulko (1092–1143)

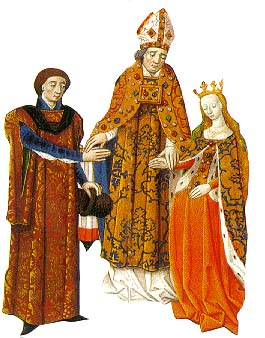
Fulko (1092–1143)

- Fulko Bertrand I., Graf von Provence
- Fulko der Ehrwürdige († 900), Erzbischof von Reims
- Fulko I. († 941), Graf von Anjou
- Fulko II. († 958), Graf von Anjou
- Fulko III. (972–1040), Graf von Anjou
- Fulko IV. (1043–1109), Graf von Anjou
- Fulko von Angoulême († 1157), Erzbischof von Tyrus, Patriarch von Jerusalem
- Fulko von Deuil, französischer Mönch, Prior
- Fulko von Guînes, Herr von Beirut
- Fulko von Krakau († 1207), römisch-katholischer Bischof von Krakau
- Fulko von Neuilly († 1202), französischer Kreuzzugsprediger
- Fulks, Joe (1921–1976), US-amerikanischer Basketballspieler
- Fulks, Robert, englischer Richter

### Full
- Full, Gottlieb (* 1880), deutscher Reichsgerichtsrat
- Fulla, Ľudovít (1902–1980), slowakischer Maler und Graphiker
- Fullager, Peter (* 1943), australischer Geher britischer Herkunft
- Fullan, Larry (* 1949), kanadischer Eishockeyspieler
- Fullan, Michael (* 1940), kanadischer Bildungsforscher
- Fullana, Margarita (* 1972), spanische Radsportlerin
- Fulland, Florian (* 1984), deutscher Fußballtrainer
- Fullard, Jacques (* 1974), südafrikanischer Radrennfahrer
- Fullarton, John († 1849), britischer Wirtschaftswissenschaftler
- Fullarton, William (1754–1808), britischer Militär, Politiker, Schriftsteller und Hochkommissar von Trinidad
- Füllbier, Peter (* 1947), deutscher Fußballspieler
- Fullbright, Richard (1901–1962), US-amerikanischer Jazzmusiker (Kontrabass, Basssaxophon, Tuba)
- Fulle, Manfred (1936–2018), deutscher Badmintonspieler
- Fülle, Peter (* 1939), tschechoslowakischer Fußballtorhüter
- Fülle, Reiner (1938–2010), deutscher Agent der Hauptverwaltung A des Ministeriums für Staatssicherheit der DDR
- Fülle, Sebastian (* 1992), deutscher Basketballspieler
- Fülle, Siegfried (* 1939), deutscher Geräteturner
- Fülleborn, Friedrich (1866–1933), deutscher Mediziner
- Fülleborn, Friedrich Ludwig (1791–1858), preußischer Jurist und naturphilosophischer Schriftsteller
- Fülleborn, Georg Gustav (1769–1803), deutscher Schriftsteller, Philologe und Philosoph
- Fülleborn, Rolf (1943–1963), deutscher Binnenschiffer, Todesopfer an der innerdeutschen Grenze
- Fülleborn, Ulrich (1920–2012), deutscher Literaturwissenschaftler und Germanist
- Fullen, Statz Friedrich von (1638–1703), königlich-polnischer und kurfürstlich-sächsischer Geheimer Kriegsrat
- Füllenbach, Elias H. (* 1977), deutscher Theologe und Kirchenhistoriker
- Füllenbach, Fritz (1902–1976), deutscher Politiker (SPD), MdL Rheinland-Pfalz
- Füllenbach, Johannes (1935–2023), deutscher Priester und Theologe
- Füllenbach, Wilhelm (1887–1948), deutscher Jurist
- Fuller, Aimee (* 1991), britische Snowboarderin
- Fuller, Alexandra (* 1993), südafrikanische Squashspielerin
- Fuller, Alfred (1885–1973), kanadisch-US-amerikanischer Unternehmer und Philanthrop
- Fuller, Alvan T. (1878–1958), US-amerikanischer Politiker
- Fuller, Amanda (* 1984), US-amerikanische Schauspielerin
- Fuller, Amy (1968–2023), US-amerikanische Ruderin
- Fuller, Andrew (1754–1815), englischer Theologe und Baptist
- Fuller, Arthur Franklin (1880–1953), US-amerikanischer Autor, Komponist und Diskriminierungsgegner
- Fuller, Ben (1875–1952), australischer Theaterunternehmer englischer Herkunft
- Fuller, Ben H. (1870–1937), US-amerikanischer Generalmajor
- Fuller, Benoni S. (1825–1903), US-amerikanischer Politiker
- Füller, Bernhard (1921–1943), deutscher Fußballspieler
- Fuller, Blind Boy (1907–1941), US-amerikanischer Blues-Musiker
- Fuller, Bob (* 1898), US-amerikanischer Blues- und Jazzmusiker
- Fuller, Bobby (1942–1966), US-amerikanischer Rocksänger, Songschreiber und Gitarrenspieler
- Fuller, Brad, US-amerikanischer Filmeditor
- Fuller, Brad (1953–2016), US-amerikanischer Komponist von Videospielmusik
- Fuller, Brad (* 1965), US-amerikanischer Filmproduzent
- Fuller, Bradley (* 1995), neuseeländischer Beachvolleyballspieler
- Fuller, Bryan (* 1969), US-amerikanischer DrehbuchautorBryan Fuller (* 1969)

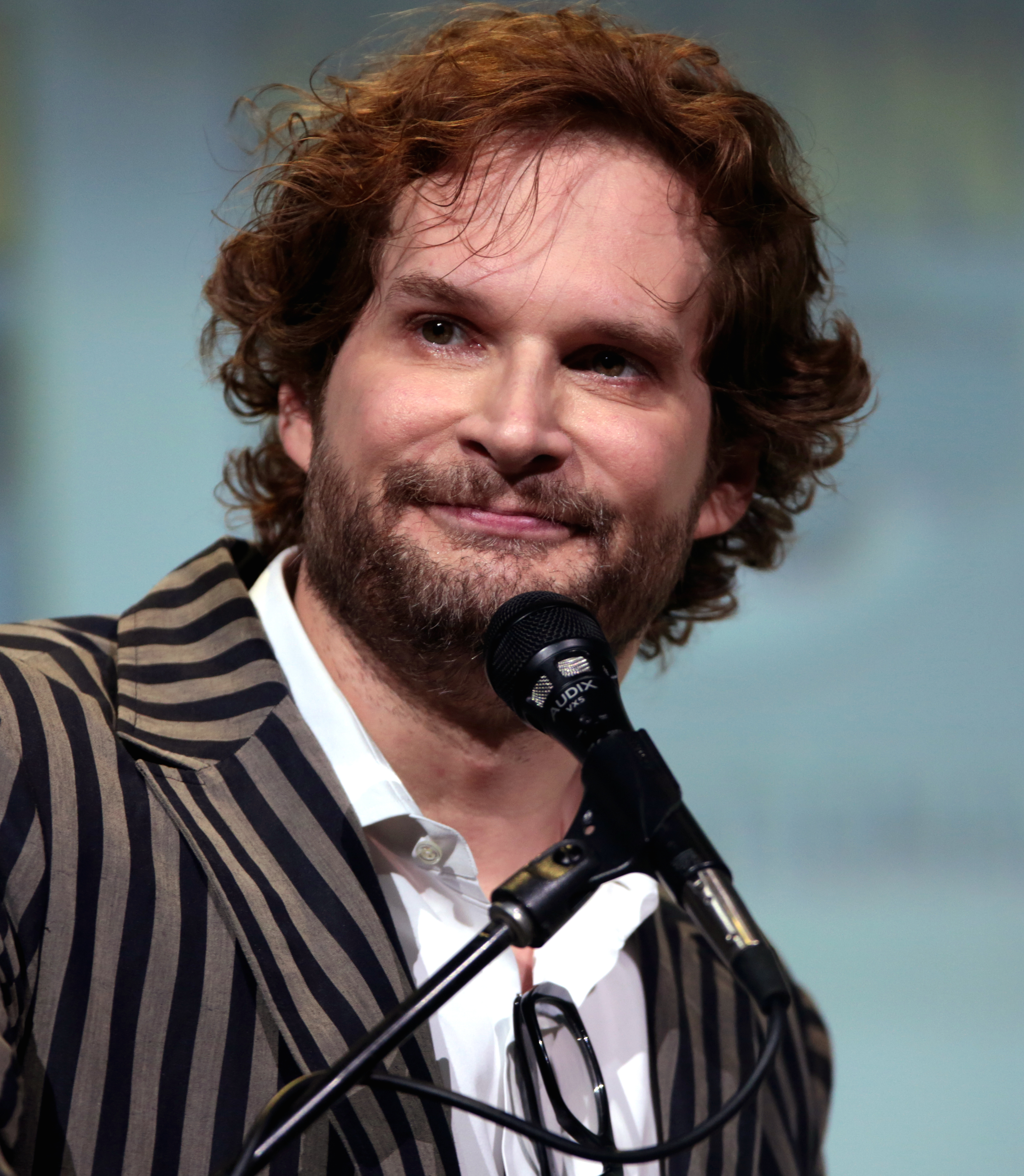
Bryan Fuller (* 1969)

- Fuller, Calvin Souther (1902–1994), US-amerikanischer Chemiker
- Fuller, Charles (1939–2022), US-amerikanischer Dramatiker
- Fuller, Charles Edward (1887–1968), US-amerikanischer Unternehmer, Produzent christlicher Radiosendungen und Gründer des Fuller Theological Seminary
- Fuller, Charles Eugene (1849–1926), US-amerikanischer Politiker
- Füller, Christian (* 1963), deutscher Journalist und Autor
- Füller, Christian (* 1977), österreichischer Politiker (SPÖ), Abgeordneter zum Nationalrat, Mitglied des Bundesrates
- Fuller, Claire (* 1967), englische Schriftstellerin
- Fuller, Claude A. (1876–1968), US-amerikanischer Politiker
- Fuller, Craig, US-amerikanischer Country-Rock-Sänger und -Gitarrist
- Fuller, Curtis (1934–2021), US-amerikanischer Jazzposaunist
- Fuller, Cyril (1874–1942), britischer Admiral
- Fuller, Dale (1885–1948), US-amerikanische Filmschauspielerin
- Fuller, Dan (* 1988), britischer Biathlet
- Fuller, David (* 1954), englischer Ingenieur, Mörder und Nekrophiler
- Fuller, Dolores (1923–2011), US-amerikanische Filmschauspielerin und Songschreiberin
- Fuller, Drew (* 1980), US-amerikanischer SchauspielerDrew Fuller (* 1980)

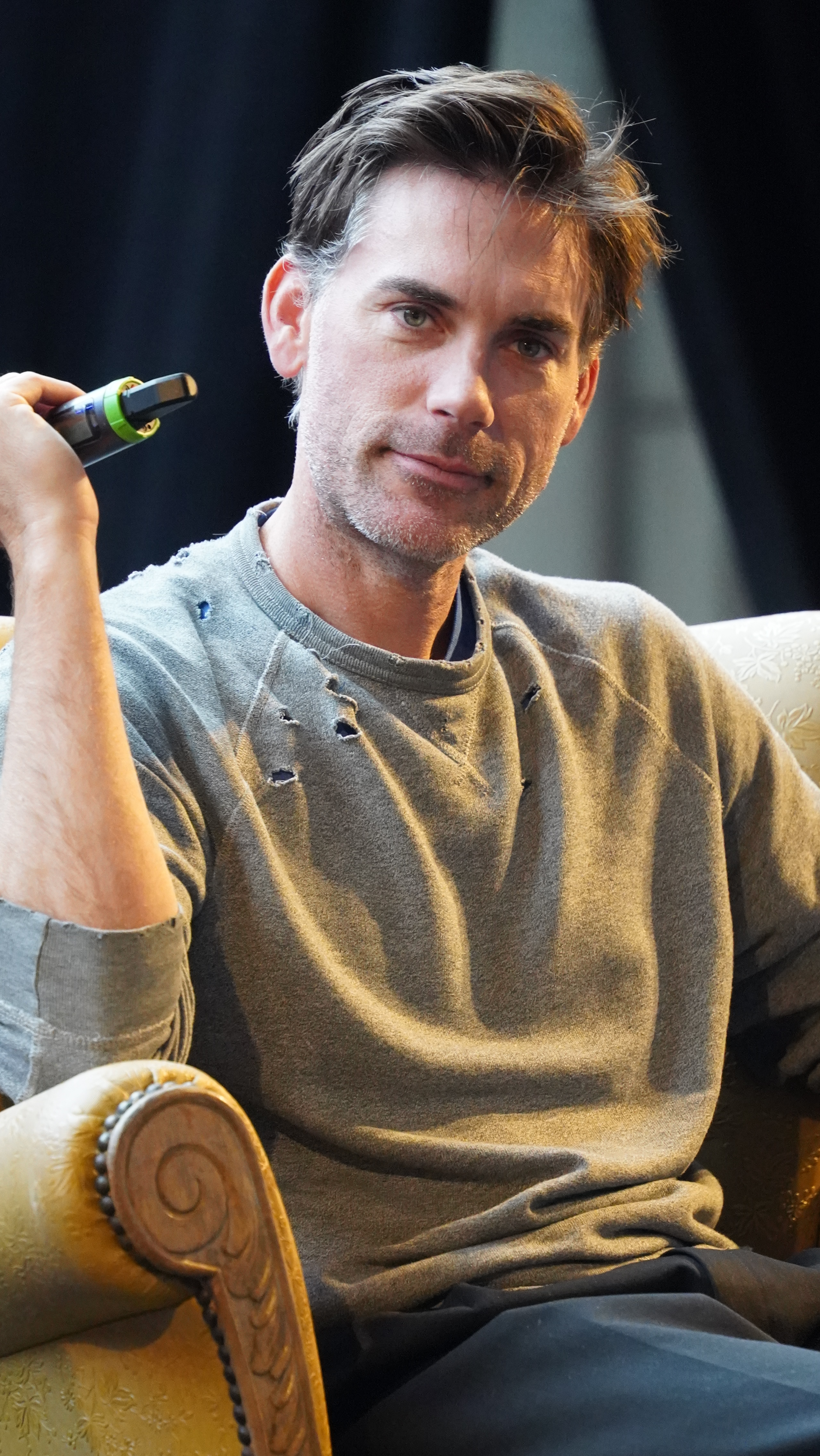
Drew Fuller (* 1980)

- Fuller, Earl (1885–1947), US-amerikanischer Ragtime- und Jazzpianist sowie Bandleader
- Fuller, Earl (1904–1956), US-amerikanischer Mittelstreckenläufer
- Fuller, Eli (* 1972), antiguanischer Regattasegler
- Fuller, Elsie (* 1901), dänische Schauspielerin und Drehbuchautorin
- Fuller, Errol (* 1947), britischer Autor und Zeichner
- Fuller, Eugene (1858–1930), US-amerikanischer Urologe
- Fuller, Florence (1867–1946), australische Künstlerin
- Fuller, Frances (1907–1980), US-amerikanische Schauspielerin
- Fuller, Francis (1670–1706), englischer medizinischer Schriftsteller
- Fuller, Frank (1827–1915), US-amerikanischer Politiker
- Füller, Fritz (1900–1982), deutscher Kaufmann, Schauspieler, Feinmechaniker und Botaniker
- Fuller, George (1802–1888), US-amerikanischer Politiker
- Fuller, George (1822–1884), US-amerikanischer Porträt- und Landschaftsmaler
- Fuller, George M., US-amerikanischer Physiker
- Fuller, Gil (1920–1994), US-amerikanischer Jazz-Arrangeur des Bebop
- Fuller, Graham E. (* 1938), US-amerikanischer Autor, politischer Analyst und Geheimdienstmitarbeiter
- Fuller, Gregory (* 1948), deutscher Schriftsteller
- Fuller, Hadwen C. (1895–1990), US-amerikanischer Politiker
- Fuller, Heike (* 1960), deutsche Juristin und Diplomatin
- Fuller, Henry Brown (1867–1934), US-amerikanischer Maler
- Fuller, Henry Mills (1820–1860), US-amerikanischer Politiker
- Fuller, Herbert (1902–1993), britischer Radrennfahrer
- Fuller, Ida May (1874–1975), US-amerikanische erste Rentenempfängerin
- Fuller, Jean Overton (1915–2009), britische Autorin
- Fuller, Jeff, US-amerikanischer Jazzmusiker (Kontrabass, E-Bass, Komposition)
- Fuller, Jerry (1929–2019), US-amerikanischer Jazzmusiker
- Fuller, Jerry (1939–2002), kanadischer Jazzmusiker
- Fuller, Jesse (1896–1976), US-amerikanischer Bluessänger und -gitarrist
- Füller, Johann (* 1971), deutscher Ökonom, Wirtschaftsingenieur
- Füller, Johannes Heinrich (1870–1940), Landtagsabgeordneter Volksstaat Hessen
- Fuller, John (1757–1834), englischer Geschäftsmann, Politiker und Mäzen der Kunst und Wissenschaften
- Fuller, John (1917–2009), australischer Politiker, Minister, Mitglied der Legislativversammlung von New South Wales
- Fuller, John Frederick Charles (1878–1966), britischer Generalmajor und MilitärhistorikerJohn Frederick Charles Fuller (1878–1966)

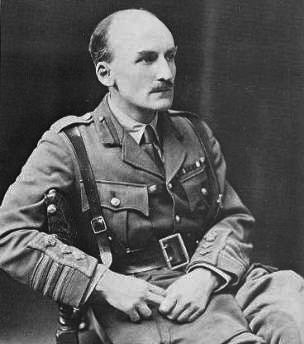
John Frederick Charles Fuller (1878–1966)

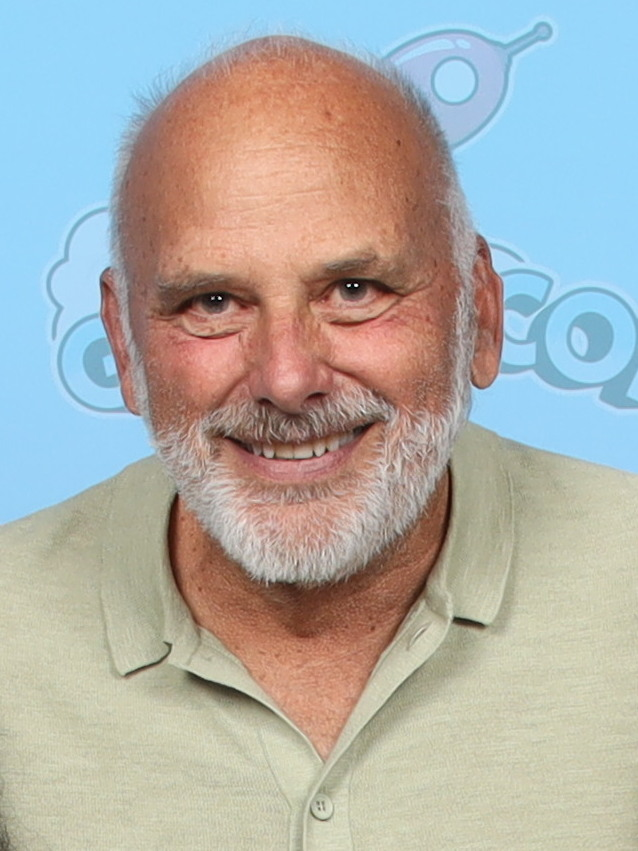
Kurt Fuller (* 1953)

- Fuller, John L. (1910–1992), US-amerikanischer Biologe und Verhaltensgenetiker
- Fuller, Jordan (* 1998), US-amerikanischer Footballspieler
- Füller, Josef (1861–1953), deutscher Kommunalpolitiker
- Fuller, Kendall (* 1995), US-amerikanischer Footballspieler
- Fuller, Keysher (* 1994), costa-ricanischer Fußballspieler
- Fuller, Kurt (* 1953), US-amerikanischer SchauspielerKurt Fuller (* 1953)
- Fuller, Kyle (* 1992), US-amerikanischer American-Football-Spieler
- Fuller, Lance (1928–2001), US-amerikanischer Schauspieler
- Fuller, Larry (* 1965), US-amerikanischer Jazz-Pianist (Mainstream Jazz)
- Fuller, Leland (1899–1962), US-amerikanischer Szenenbildner beim Film
- Fuller, Leonard (1890–1987), US-amerikanischer Radiopionier
- Fuller, Levi K. (1841–1896), US-amerikanischer Politiker und Gouverneur des Bundesstaates Vermont (1892–1894)
- Fuller, Loïe (1862–1928), amerikanische Burlesk-Schauspielerin, Sängerin, Serpentintänzerin, Erfinderin
- Fuller, Lon (1902–1978), amerikanischer Rechtsphilosoph
- Fuller, Lucia Fairchild (1870–1924), US-amerikanische Malerin
- Fuller, Lyell (* 1995), englischer Squashspieler
- Fuller, Margaret (1810–1850), US-amerikanische Journalistin, Kritikerin und Aktivistin für Frauenrechte
- Fuller, Mark (* 1961), US-amerikanischer Ringer
- Fuller, Maxwell (1945–2013), australischer Schachspieler
- Fuller, Melville W. (1833–1910), Oberster Bundesrichter der USA
- Fuller, Meta Vaux Warrick (1877–1968), afroamerikanische Bildhauerin
- Fuller, Mortimer B. III (* 1942), amerikanischer Eisenbahnmanager
- Fuller, Neil (* 1970), australischer Leichtathlet
- Fuller, Penny (* 1940), US-amerikanische Schauspielerin
- Fuller, Philo C. (1787–1855), US-amerikanischer Politiker
- Fuller, Ray W. (1935–1996), US-amerikanischer Biochemiker
- Fuller, Ricardo (* 1979), jamaikanischer Fußballspieler
- Fuller, Richard Buckminster (1895–1983), US-amerikanischer Wissenschaftler, Architekt, Konstrukteur, Designer und Schriftsteller
- Fuller, Robert (* 1933), US-amerikanischer Schauspieler
- Fuller, Rosalind (1892–1982), britische Theater- und Filmschauspielerin
- Fuller, Roy (1912–1991), britischer Dichter und Schriftsteller
- Fuller, Samuel (1912–1997), US-amerikanischer Filmregisseur, Drehbuchautor und SchauspielerSamuel Fuller (1912–1997)

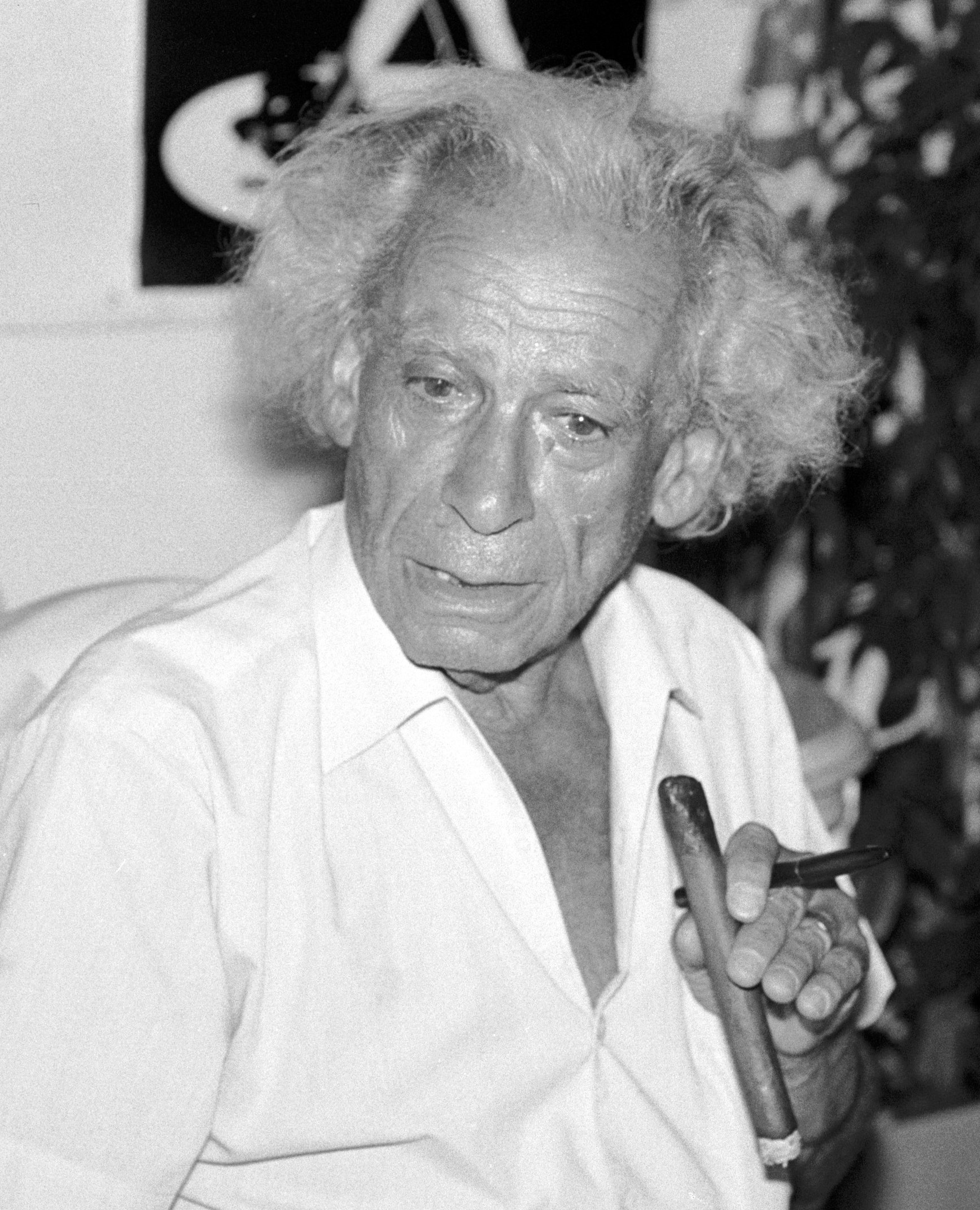
Samuel Fuller (1912–1997)

- Fuller, Sarah (* 1999), US-amerikanische American-Football-Spielerin und Fußballspielerin
- Fuller, Simon (* 1960), britischer Musik- und Fernsehproduzent
- Fuller, Stanley (1907–1988), britischer Sprinter
- Fuller, Steve (* 1959), US-amerikanischer Soziologe und Begründer der sozialen Erkenntnistheorie
- Fuller, Thomas († 1661), englischer Historiker
- Fuller, Thomas Charles (1832–1901), US-amerikanischer Jurist und Politiker
- Fuller, Thomas J. D. (1808–1876), US-amerikanischer Politiker
- Fuller, Tia (* 1976), US-amerikanische Jazzmusikerin (Alt- und Sopransaxophon, Flöte) und Arrangeurin
- Fuller, Timothy (1778–1835), US-amerikanischer Politiker
- Fuller, Walter (1910–2003), US-amerikanischer Jazzmusiker (Trompete, Gesang)
- Fuller, Wayne (* 1931), US-amerikanischer Statistiker
- Fuller, Will (* 1994), US-amerikanischer Footballspieler
- Fuller, William E. (1846–1918), US-amerikanischer Politiker
- Fuller, William K. (1792–1883), US-amerikanischer Jurist und Politiker
- Fullerton, Carl, US-amerikanischer Maskenbildner
- Fullerton, Charles Gordon (1936–2013), US-amerikanischer AstronautCharles Gordon Fullerton (1936–2013)

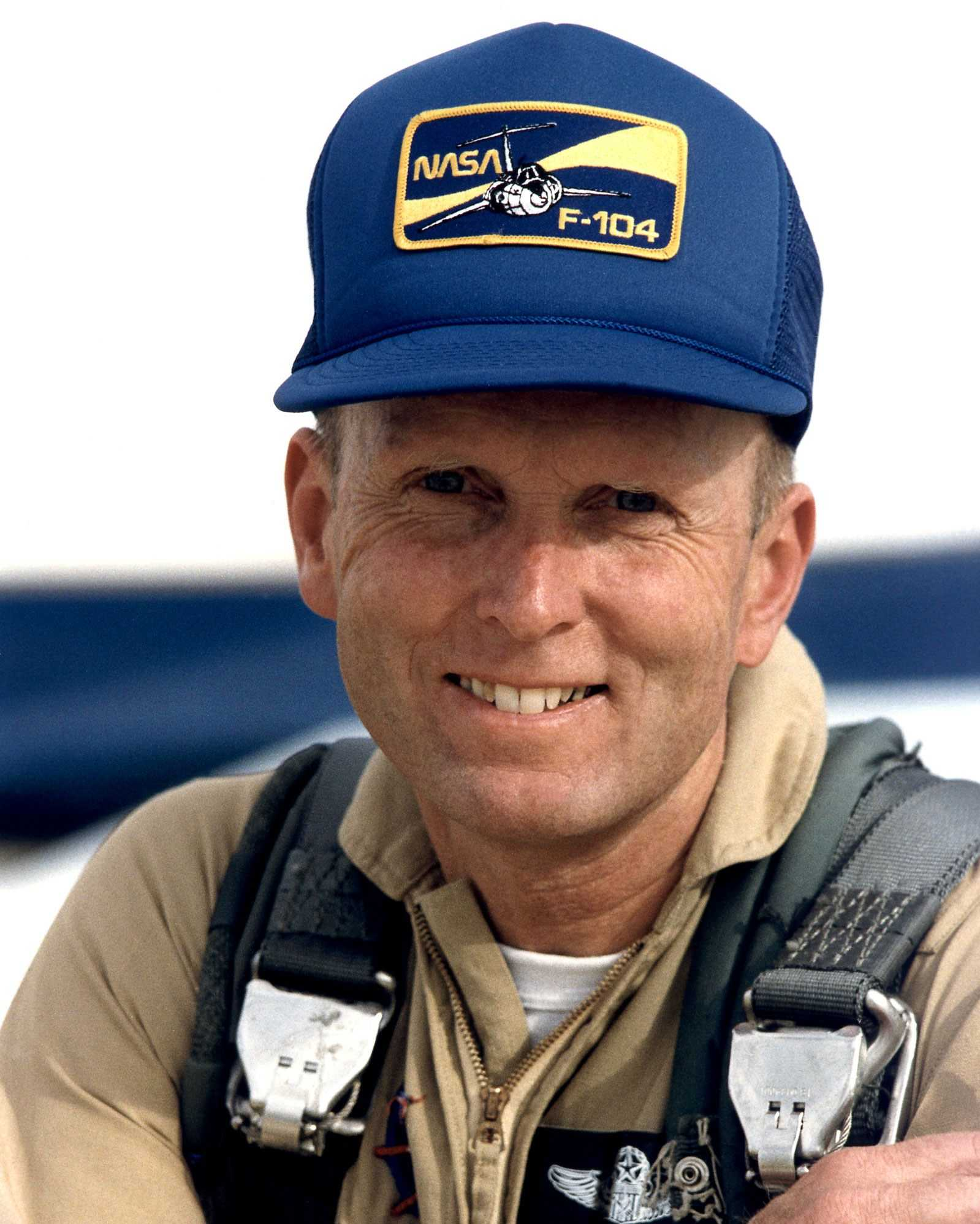
Charles Gordon Fullerton (1936–2013)

- Fullerton, David (1772–1843), US-amerikanischer Politiker
- Fullerton, Fiona (* 1956), britische Schauspielerin
- Fullerton, George William (1923–2009), US-amerikanischer Instrumentenbauer
- Fullerton, Mary Eliza (1868–1946), australische Autorin
- Fullerton, Tracy (* 1965), US-amerikanische Spieledesignerin, Pädagogin und Autorin
- Fulleylove, Joan (1886–1947), britische Glasmalerin
- Fulleylove, John (1845–1908), britischer Maler von Stadtansichten, Gebäuden und Landschaften
- Füllgrabe, Harro (* 1975), deutscher Redakteur und Moderator
- Füllgräbe, Rolf (1929–2008), deutscher Politiker (CDU), Landrat
- Füllgraf, Natalie (* 2001), deutsche Leichtathletin
- Fullhart, Lee (* 1976), US-amerikanischer Ringer
- Fullilove, Donald (* 1958), US-amerikanischer Schauspieler und Synchronsprecher
- Fullilove, Michael (* 1972), australischer Autor, Journalist und Politologe
- Fullington, Edward M. (1864–1927), US-amerikanischer Politiker
- Fulliquet, Georges (1863–1924), Schweizer evangelischer Geistlicher und Hochschullehrer
- Füllkrug, Niclas (* 1993), deutscher FußballspielerNiclas Füllkrug (* 1993)

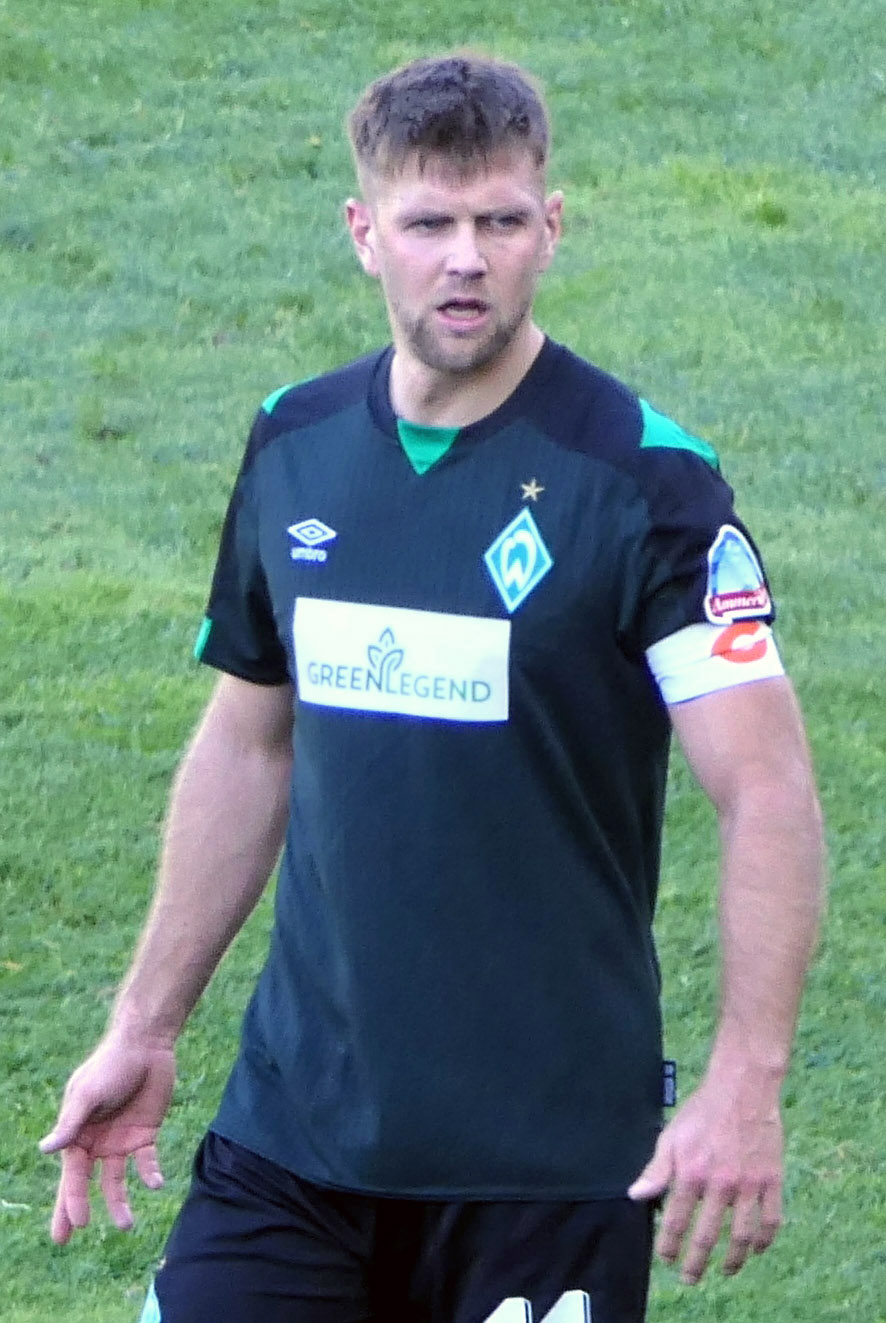
Niclas Füllkrug (* 1993)

- Füllkrug-Weitzel, Cornelia (* 1955), deutsche Geistliche und Funktionärin
- Füllmaurer, Heinrich, deutscher Maler und Zeichner
- Fullmer, Gene (1931–2015), US-amerikanischer Boxer
- Füllmich, Christian (* 1984), deutscher Filmproduzent und Herstellungsleiter
- Füllner, Meinhard (* 1941), deutscher Politiker (CDU), MdL
- Fulloné, Oscar (1939–2017), argentinischer Fußballspieler und -trainer
- Fullriede, Fritz (1895–1969), deutscher Offizier, zuletzt Generalmajor im Zweiten WeltkriegFritz Fullriede (1895–1969)

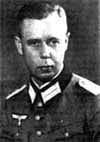
Fritz Fullriede (1895–1969)

- Füllsack, Manfred (* 1960), österreichischer Sozialwissenschaftler
- Füllsack, Paul (1893–1957), deutscher Politiker (SPD)
- Füllsack, Zacharias († 1616), deutscher Posaunist, Komponist und Lautenist
- Füllstein, Heinrich von († 1538), Weihbischof in Breslau und Olmütz, Titularbischof von Nikopolis in Palästina; Hofkaplan der Herzöge von Oppeln
- Fullwell, Nick (* 1969), englischer Dartspieler
- Fullwood, Albert Henry (1863–1930), australischer Maler, Illustrator und Radierer

### Fulm
- Fulmer, Hampton P. (1875–1944), US-amerikanischer Politiker
- Fulmer, Willa L. (1884–1968), US-amerikanische Politikerin
- Fulminacci (* 1997), italienischer Cantautore

### Fuln
- Fulneczek, Alois (1882–1919), deutscher Kommunist, Arbeiterführer und Opfer des Freikorps

### Fulo
- Fülöp Miller, René (1891–1963), US-amerikanischer Schriftsteller und Soziologe österreichischer Herkunft
- Fülöp, Beáta (* 1970), ungarische Fußballspielerin und Nationalspielerin
- Fulop, Catherine (* 1965), venezolanische Schauspielerin
- Fülöp, Márton (1983–2015), ungarischer Fußballtorhüter
- Fülöp, Mihály (1936–2006), ungarischer Florettfechter
- Fülöp, Rajmond (* 1987), rumänischer Eishockeytorwart
- Fulop, Rob, US-amerikanischer Computerspiel-Entwickler
- Fülöp, Sándor (* 1978), ungarischer Squashspieler

### Fulp
- Fulp-Allen, Sara (* 1985), US-amerikanische Ringerin
- Fulpius, Frantz (1869–1960), Schweizer Architekt und Politiker
- Fulpius, Léon (1840–1927), Schweizer Architekt

### Fulr
- Fulrad († 784), Abt von Saint-DenisFulrad († 784)

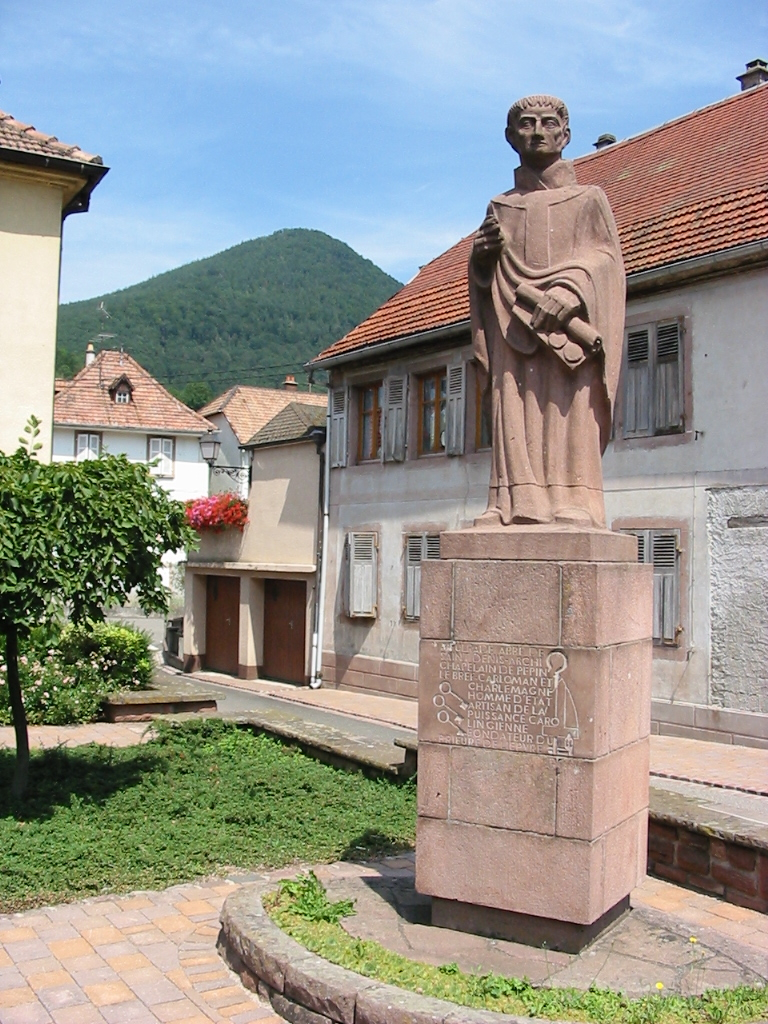
Fulrad († 784)

### Fuls
- Fülscher, Alwine (1898–1969), Schweizer Plastikerin, Grafikerin und Malerin
- Fülscher, Elisabeth (1895–1970), Schweizer Kochschulleiterin und Kochbuchautorin
- Fülscher, Johann (1831–1915), deutscher Wasserbauingenieur und preußischer Baubeamter
- Fülscher, Susanne (* 1961), deutsche Autorin
- Fulson, Lowell (1921–1999), US-amerikanischer Blues-Gitarrist und -Sänger
- Fulss, Antonia (* 2003), deutsche Schauspielerin
- Fulst, Guido (* 1970), deutscher Olympiasieger und Weltmeister im Radsport
- Fulst, Otto (1865–1945), deutscher Nautiker und Hochschullehrer
- Fulst-Blei, Stefan (* 1968), deutscher Politiker (SPD), MdL

### Fult
- Fulter, Thomas (1832–1879), deutsch-französischer Bürgermeister, MdLA
- Fulterer, Andreas (1961–2016), italienischer Sänger (Südtirol)Andreas Fulterer (1961–2016)

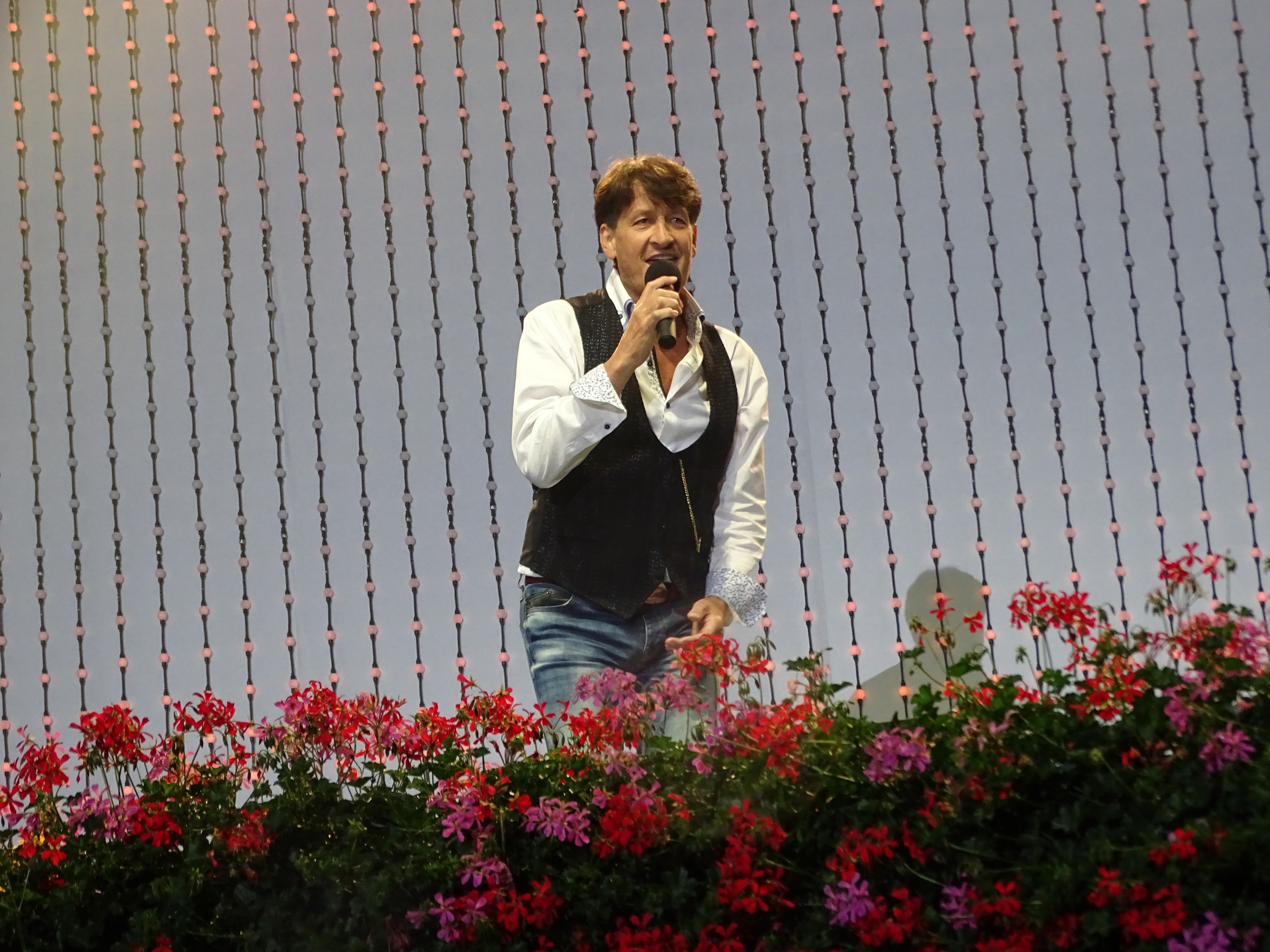
Andreas Fulterer (1961–2016)

- Fulton Hobson, Florence (1881–1978), irische Architektin
- Fulton, Alison, schottische Badmintonspielerin
- Fulton, Andrew S. (1800–1884), US-amerikanischer Politiker
- Fulton, Arthur (1887–1972), britischer Sportschütze
- Fulton, Catherine (1829–1919), neuseeländische Sozialreformerin und Frauenrechtlerin
- Fulton, Champian (* 1985), US-amerikanische Jazzpianistin und -sängerin
- Fulton, Charles William (1853–1918), US-amerikanischer Politiker
- Fulton, Chris (* 1988), schottischer Schauspieler
- Fulton, Davie (1916–2000), kanadischer Rechtsanwalt, Richter und Politiker
- Fulton, Elmer L. (1865–1939), US-amerikanischer Politiker
- Fulton, Fitzhugh (1925–2015), US-amerikanischer Testpilot
- Fulton, Hamish (* 1946), britischer Fotograf, Konzeptkünstler, Maler und Bildhauer
- Fulton, James G. (1903–1971), US-amerikanischer Politiker
- Fulton, John Farquhar (1899–1960), US-amerikanischer Neurophysiologe und Medizinhistoriker
- Fulton, John H. (1792–1836), US-amerikanischer Politiker
- Fulton, John P. (1902–1965), US-amerikanischer Spezialeffekt-Experte und Kameramann
- Fulton, John, Baron Fulton (1902–1986), britischer Politiker

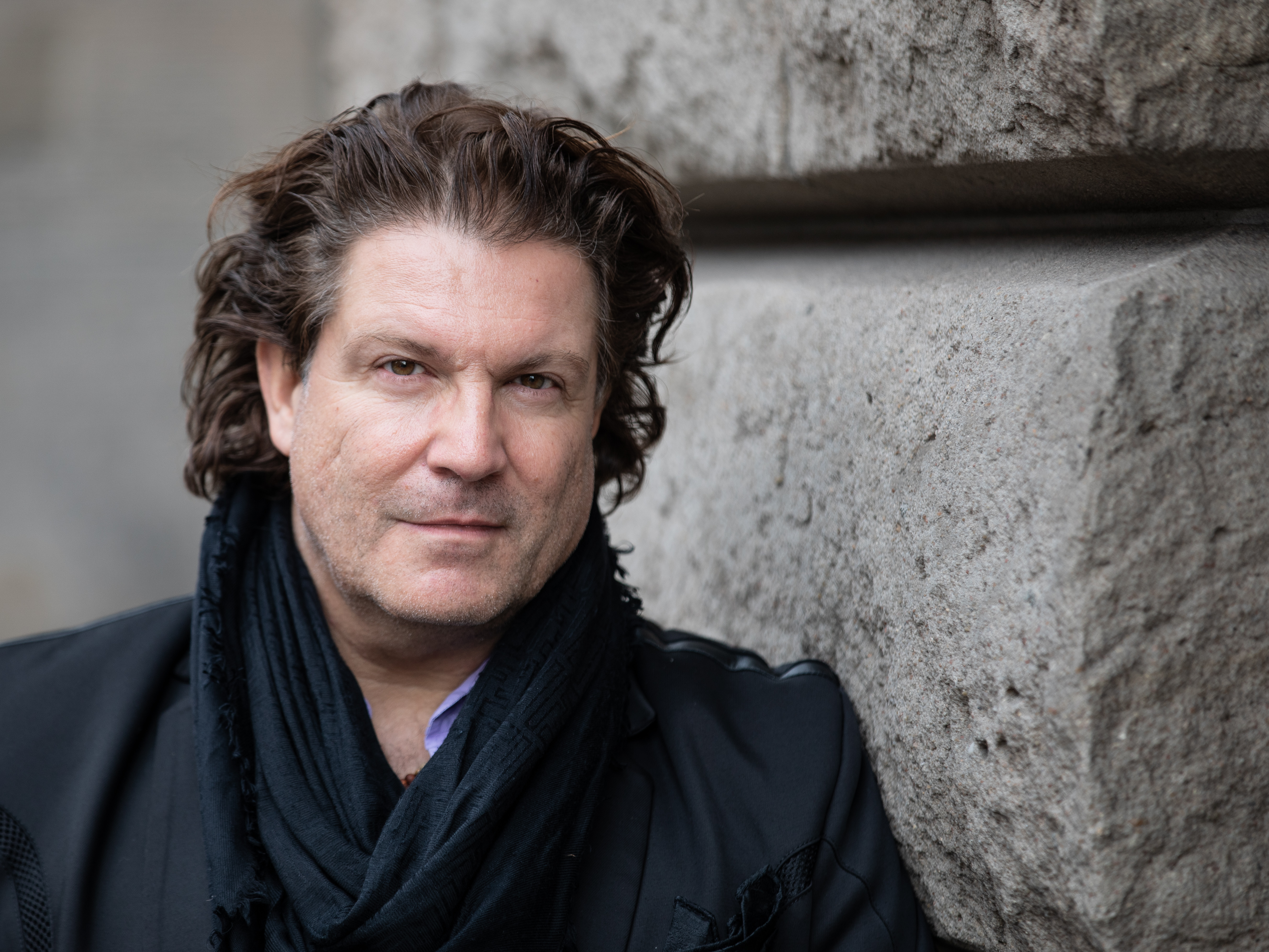
Francis Fulton-Smith (* 1966)

- Fulton, Kristian (* 1998), US-amerikanischer American-Football-Spieler
- Fulton, Mark (1961–2002), britischer Extremist, Mitglied der Loyalist Volunteer Force
- Fulton, Peter (* 1979), neuseeländischer Cricketspieler
- Fulton, Richard H. (1927–2018), US-amerikanischer Politiker
- Fulton, Robert (1765–1815), US-amerikanischer IngenieurRobert Fulton (1765–1815)

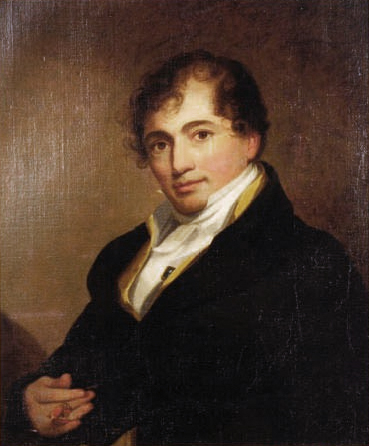
Robert Fulton (1765–1815)

- Fulton, Robert (* 1948), britischer Militär, Gouverneur Gibraltars
- Fulton, Robert D. (1929–2024), US-amerikanischer Politiker, Gouverneur von Iowa
- Fulton, Ryan (* 1996), schottischer Fußballtorwart
- Fulton, Sarah Bradlee (1740–1835), Teilnehmerin des amerikanischen Unabhängigkeitskrieges
- Fulton, Shaane (* 2000), neuseeländische Radrennfahrerin
- Fulton, Stephen (* 1994), US-amerikanischer Boxer
- Fulton, Theodore Alan, US-amerikanischer Physiker
- Fulton, Thomas Benjamin (1918–2002), kanadischer römisch-katholischer Geistlicher und Bischof von Saint Catharines
- Fulton, Wendy (* 1954), US-amerikanische TV-Schauspielerin
- Fulton, William (* 1939), US-amerikanischer Mathematiker
- Fulton, William D. (1864–1925), US-amerikanischer Jurist und Politiker (Demokratische Partei)
- Fulton, William Savin (1795–1844), US-amerikanischer Politiker
- Fulton-Smith, Francis (* 1966), britisch-deutscher SchauspielerFrancis Fulton-Smith (* 1966)
- Fultz, Markelle (* 1998), US-amerikanischer Basketballspieler

### Fulv
- Fulvetti, Gianluca (* 1973), italienischer Neuzeithistoriker
- Fulvia, Römerin, Geliebte des Quintus Curius, verwickelt in die Catilinarische Verschwörung
- Fulvia († 40 v. Chr.), römische Matrona, Ehefrau des Marcus AntoniusFulvia († 40 v. Chr.)

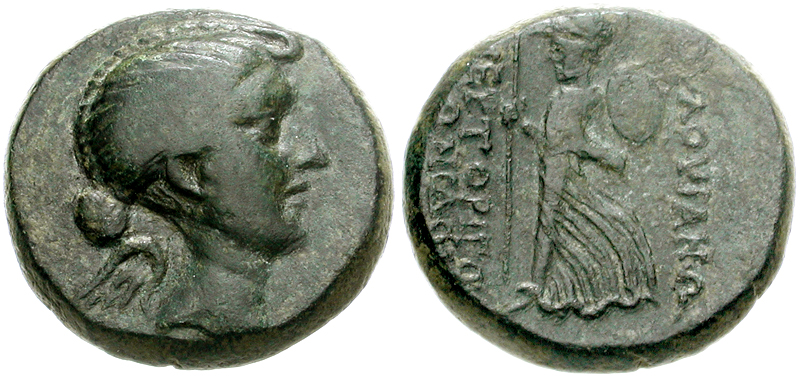
Fulvia († 40 v. Chr.)

- Fulvius Aemilianus, Lucius, römischer Konsul 206
- Fulvius Aemilianus, Lucius, römischer Konsul 244
- Fulvius Bambalio, Marcus, Vater der Fulvia, der Gattin des Marcus Antonius
- Fulvius Centumalus, Gnaeus, römischer Konsul 229 v. Chr.
- Fulvius Centumalus, Gnaeus († 210 v. Chr.), römischer Konsul 211 v. Chr.
- Fulvius Centumalus, Marcus, römischer Stadtprätor (192 v. Chr.)
- Fulvius Curvus Paetinus, Marcus, römischer Suffektkonsul 305 v. Chr.
- Fulvius Curvus, Lucius, römischer Konsul
- Fulvius Dorotheus, Aulus, antiker römischer Toreut oder Händler
- Fulvius Felix, römischer Offizier (Kaiserzeit)
- Fulvius Flaccus, Gaius, Bruder und Legat des viermaligen römischen Konsuls Quintus Fulvius Flaccus
- Fulvius Flaccus, Gaius, römischer Konsul 134 v. Chr.
- Fulvius Flaccus, Gnaeus, römischer Prätor 212 v. Chr.
- Fulvius Flaccus, Marcus, römischer Politiker, Konsul 264 v. Chr.
- Fulvius Flaccus, Marcus († 121 v. Chr.), Politiker der römischen Republik und Verbündeter der Gracchen
- Fulvius Flaccus, Quintus, römischer Suffektkonsul 180 v. Chr.
- Fulvius Flaccus, Quintus (Konsul 237 v. Chr.), römischer Staatsmann und Feldherr
- Fulvius Flaccus, Quintus (Konsul 179 v. Chr.), römischer Staatsmann und Feldherr
- Fulvius Flaccus, Servius, römischer Konsul 135 v. Chr.
- Fulvius Gavius Aemilianus, Lucius, römischer Konsul 249
- Fulvius Gillo Bittius Proculus, Quintus, römischer Suffektkonsul (99)
- Fulvius Gillo, Marcus, Suffektkonsul 76
- Fulvius Maximus Centumalus, Gnaeus, römischer Konsul 298 v. Chr. und Diktator 263 v. Chr.
- Fulvius Nobilior, Marcus (Konsul 189 v. Chr.), römischer Konsul
- Fulvius Nobilior, Marcus (Konsul 159 v. Chr.), römischer Konsul
- Fulvius Nobilior, Quintus, römischer Konsul (153 v. Chr.)
- Fulvius Paetinus Nobilior, Servius, römischer Konsul 255 v. Chr.
- Fulvius Paetinus, Marcus, römischer Konsul 299 v. Chr.
- Fulvius Pius, Gaius, römischer Konsul 238